# Zakłady Lotnicze Sokół

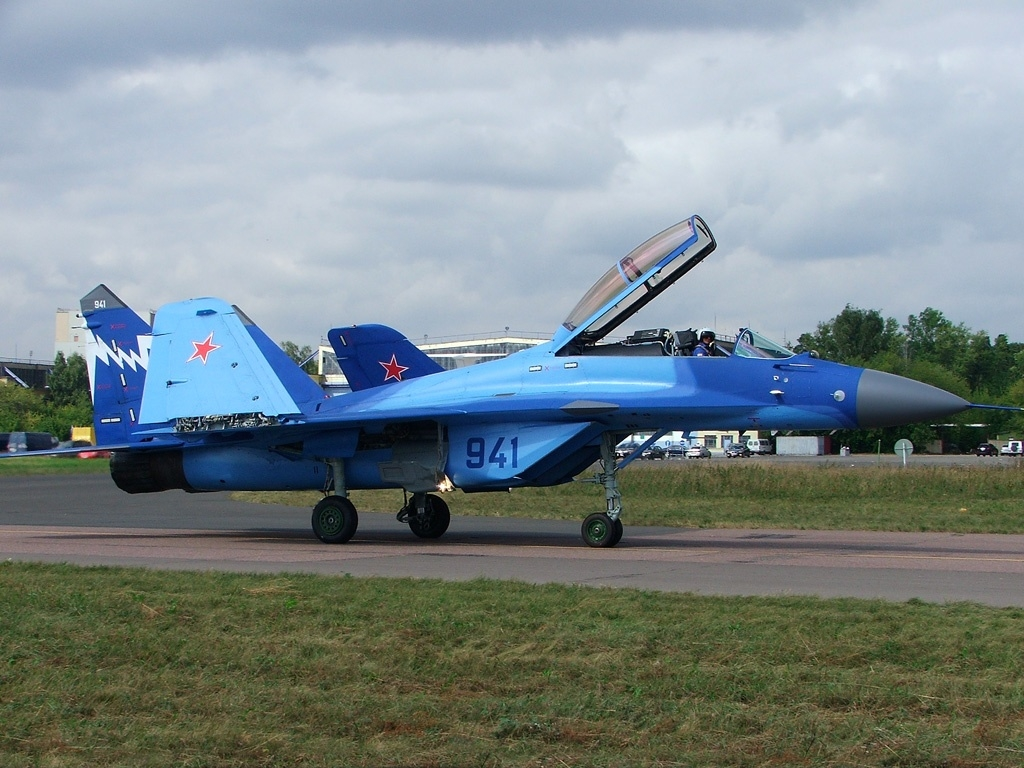
Samolot MiG-29K

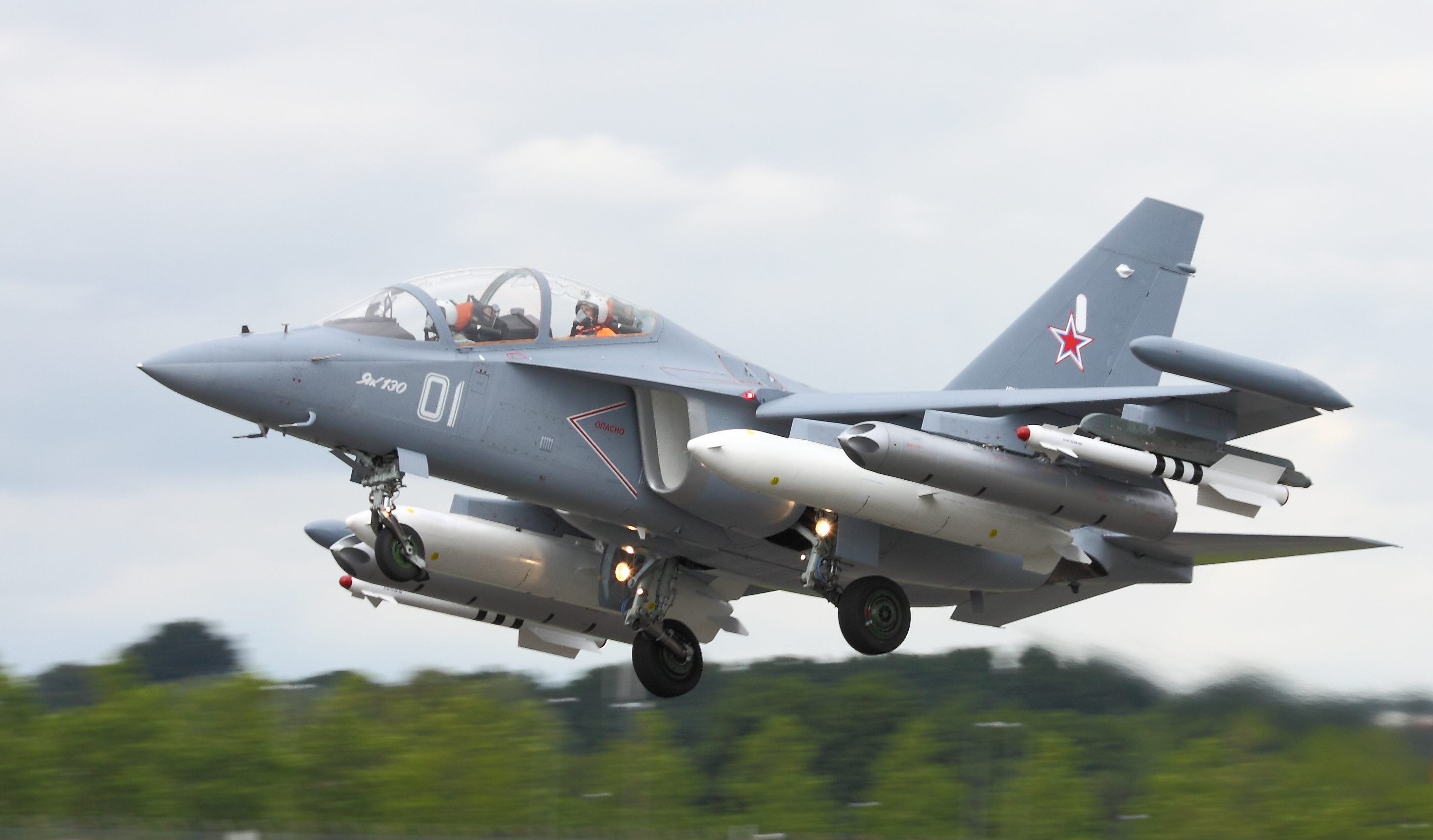
Samolot Jak-130

Zakłady Lotnicze Sokół (ros. Авиастроительный завод «Сокол») – jedno z największych rosyjskich przedsiębiorstw przemysłu lotniczego z siedzibą w Niżnym Nowogrodzie. Przedsiębiorstwo jest głównym producentem samolotów biura konstrukcyjnego MiG.

## Historia[1]
- Decyzję o budowie zakładów lotniczych w mieście Gorki (dziś Niżny Nowogród) podjęto w 1929 roku. Postanowiono przy tym, że będą to nie tylko największe zakłady lotnicze w ZSRR, lecz również liczące się w świecie.
- W 1930 roku rozpoczęto budowę zakładów. Podlegały one bezpośrednio KC KPZR, a budowa prowadzona była w tajemnicy. Zakładom przydzielono numer 21.
- Zakłady rozpoczęły produkcję 1 lutego 1932 roku, pierwsze produkowane samoloty były to dwupłatowce I-5, R-5 i U-2.
- W 1934 roku podjęto seryjną produkcję myśliwca I-16.
- W 1940 roku na terenie zakładów uruchomiono biuro konstrukcyjne OKB-21, którym kierował Siemion Ławoczkin. Pod jego kierownictwem w zakładach wdrażane do produkcji i produkowane były myśliwce ŁaGG-3, Ła-5 i Ła-7 jego konstrukcji. W czasie II wojny światowej wyprodukowano 17691 sztuk tych samolotów. W październiku 1945 roku Siemion Ławoczkin został przeniesiony do miasta Chimki gdzie został szefem biura konstrukcyjnego  OKB-301 – które później nazwano jego imieniem.
- W latach 1948–1949 produkowano myśliwiec odrzutowy Ła-15 skonstruowany przez biuro OKB-301 Ławoczkina.
- W 1949 roku zakład nawiązał ścisłą współpracę z biurem konstrukcyjnym MiG. Do dziś Zakłady Lotnicze Sokół są głównym producentem samolotów MiG.
- W latach 1949 – 1952 produkowano myśliwiec MiG-15 bis.
- W kolejnych latach w zakładach produkowano myśliwce MiG-17, MiG-19, MiG-21, MiG-25 i MiG-31BM.

## Obecna produkcja
- myśliwiec szkolno-bojowy MiG-29UB
- myśliwiec pokładowy MiG-29K
- samolot szkolno-treningowy Jak-130[2]
- lekki samolot pasażerski M-101T